# Depot von Rousovice
Das Depot von Rousovice (auch Hortfund von Rousovice) ist ein Depotfund der frühbronzezeitlichen Aunjetitzer Kultur aus Rousovice, einem Stadtteil von Mělník im Středočeský kraj, Tschechien. Es datiert in die Zeit zwischen 1800 und 1600 v. Chr. Das Depot befindet sich heute im Museum von Mělník.

## Fundgeschichte
Das Depot wurde 1923 bei Gleisbauarbeiten auf dem Gelände der Zuckerfabrik entdeckt. Das Wasser aus einer Dachrinne hatte hier die Erde um ein Gleis ausgewaschen und in der entstandenen Grube wurden zufällig mehrere Bronzegegenstände aufgefunden. Die Fundstelle liegt am unteren Bereich eines Hangs am Ostufer der Elbe.

## Zusammensetzung
Das Depot bestand ursprünglich aus mindestens 12–15 Absatzbeilen. Von diesen wurde zunächst nur eines aufgehoben. Weitere wurden später in einem Fass mit Altmetall aufgefunden. Insgesamt sind heute noch sechs Beile erhalten, bei fünf Exemplaren handelt es sich um Rohgüsse.